# 1928년 동계 올림픽 봅슬레이
1928년 동계 올림픽의 봅슬레이는 1928년 2월 18일에 스위스 장크트모리츠에서 경기가 진행됐다. 이번 대회에서는 단 한 종목인 남자 5인승이 진행되었다.

## 참가 국가
총 14개 국가로부터 온 115명의 선수가 참가했다.
| - 네덜란드 (5명) - 독일 (10명) - 루마니아 (10명) - 룩셈부르크 (5명) - 멕시코 (5명) |  | - 미국 (10명) - 벨기에 (10명) - 스위스 (10명) - 아르헨티나 (10명) - 영국 (10명) |  | - 오스트리아 (10명) - 이탈리아 (5명) - 폴란드 (5명) - 프랑스 (10명) |

## 결과
| 순위 | 팀                     | 선수                                                                                                | 1차시기 | 2차시기 | 총계   |
| ---- | ---------------------- | --------------------------------------------------------------------------------------------------- | ------- | ------- | ------ |
| 1    | USA II (USA)           | 빌리 피스케, 니온 토커, 제오프레이 메이슨, 클리포드 그레이, 리차드 파르케                           | 1:38.9  | 1:41.6  | 3:20.5 |
| 2    | USA I (USA)            | 제니슨 히튼, 데이비드 그레인저, 리먼 하인, 제이 오브라이언, 토마스 도                               | 1:42.3  | 1:38.7  | 3:21.0 |
| 3    | Germany II (GER)       | 한스 킬리안, 한스 헤스, 세바스티안 후버, 발렌틴 크렘플, 한스 네글                                   | 1:41.7  | 1:40.2  | 3:21.9 |
| 4    | Argentina I (ARG)      | 아르투로 그라마호, 리카르도 곤잘레스, 마리아노 데 마리아, 라파엘 이글레시아스, 존 빅토르 내쉬       | 1:40.1  | 1:42.5  | 3:22.6 |
| 5    | Argentina II (ARG)     | 에두아르도 오프, 호르헤 델 카릴, 엑토르 밀베르그, 오라시오 이글레시아스, 오라시오 그라마호          | 1:42.3  | 1:40.6  | 3:22.9 |
| 6    | Belgium I (BEL)        | 어니스트 람베르트, 월터 강쇼프, 마르첼 세디유쿠르봉, 막스 호우벤, 레옹 톰                           | 1:39.8  | 1:44.7  | 3:24.5 |
| 7    | Romania II (ROU)       | 그리고레 소코레스크, 이온 가버츠, 트라이언 니체스크, 토마 기츠레스크, 미르체아 소코레스크           | 1:43.8  | 1:40.8  | 3:24.6 |
| 8    | Suisse I (SUI)         | 찰스 스토펠, 뢰네 퐁잘라, 헨리 외네스, E. 코페티, 루이스 코흐                                       | 1:43.1  | 1:42.6  | 3:25.7 |
| 9    | Great Britain II (GBR) | 헨리 메르티뉴, 월터 버치, 존 델림플, 존 지, 에드워드 홀                                             | 1:41.7  | 1:44.5  | 3:26.2 |
| 10   | Great Britain I (GBR)  | 조지 핌, 가이 트레이시, 데이비드 그리프, 프레드릭 브라우닝, 토마스 워너                             | 1:40.6  | 1:45.7  | 3:26.3 |
| 11   | Mexico (MEX)           | L. M. 엘리자가, 후안 데 란다, J. 디아스, 마리오 카사오스, G. 디아스                                 | 1:44.9  | 1:42.8  | 3:27.6 |
| 12   | Holland (NED)          | 퀴르트 판 데 샌드트, 자크 델프레트, 에드윈 테이셰이라 데 메투스, 헨리 데킹, 휴버트 멘텐             | 1:43.5  | 1:45.5  | 3:29.0 |
| 13   | Suisse II (SUI)        | 쟌 몰리앙, 존 슈네테르, 뢰네 앤서모츠, 앙드레 몰리앙, 윌리엄 페처드                                 | 1:41.7  | 1:48.2  | 3:29.9 |
| 14   | France I (FRA)         | 장 데 수아레즈 돌랑, 미셸 바우어, 로저 페티트-디디에르, 자크 페티트-디디에르, 윌리엄 비미슈         | 1:43.7  | 1:46.3  | 3:30.0 |
| 15   | France II (FRA)        | 앙드레 듀보네, 베르나드 두 폰타비체 데 휴세이, 요세프 데데인, 스테판 데 라 로셰푸꼴, 자크 레인스    | 1:45.7  | 1:44.5  | 3:30.2 |
| 16   | Belgium II (BEL)       | 찰스 멀데르, 휴버트 키른, 페르디난드 휴버트, 루이스 루이, 로버트 랭글로이스                         | 1:45.0  | 1:46.2  | 3:31.2 |
| 17   | Poland (POL)           | 요제프 브로엘-플래터, 예르지 바르드진스키, 예르지 우키, 예르지 포투리키-스쿠르제브스키, 안토니 브라 | 1:44.8  | 1:46.8  | 3:31.6 |
| 18   | Germany I (GER)        | 한스-에드가 엔드레스, 파울 마틴, 카를 라인하르트, 파울 폴카르트, 루돌프 쇠닝                        | 1:48.0  | 1:43.9  | 3:31.9 |
| 19   | Romania I (ROU)        | 알렉산드르 베를레스크, 예우겐 슈테퍼네스크, 페트레 페트로비치, 티타 러두레스크, 호리아 로만         | 1:47.3  | 1:44.9  | 3:32.2 |
| 20   | Luxembourg (LUX)       | 마르크 쉐터, 라울 웨크베커, 윌리 헬덴스터인, 피에르 카엠프, 아우구스트 힐베르트                     | 1:45.8  | 1:46.9  | 3:32.7 |
| 21   | Italia (ITA)           | 지안카를로 모르푸고, 카를로 셈, 루이지 세루티, 주세페 크리벨리, 피에로 마르체티                     | 1:45.0  | 1:49.6  | 3:34.6 |
| 22   | Austria II (AUT)       | 프란츠 로렌즈, 프란츠 볼게무트, 에드워드 페찬다, 베노 카르너, 리차드 로렌즈                         | 1:42.3  | 1:49.7  | 3:42.0 |
| –    | Austria I (AUT)        | 구스타프 마데르, 휴고 베인스텡겔, 미카엘 와싱크스, 월터 셰르, 프란츠 팜페를                         | 1:44.2  | DSQ     | DSQ    |

## 범례
|  | 세계 신기록                  |  |                   | 아프리카 신기록 |                      | Q | 예선 통과 |
|  | 올림픽 신기록                |  | 북아메리카 신기록 | DNS             | 경기를 시작하지 않음 |   |           |
|  |                              |  | 아시아 신기록     | DNF             | 경기를 마치지 않음   |   |           |
|  | 국가 신기록                  |  | 유럽 신기록       | DSQ             | 실격                 |   |           |
|  | 개인 최고 기록 (개인 신기록) |  | 오세아니아 신기록 | WD              | 기권                 |   |           |
|  | 시즌 최고 기록 (시즌 신기록) |  | 남아메리카 신기록 | NM              | 기록 없음            |   |           |

## 메달 집계

### 최종 순위
| 순위 | 국가 | 금메달 | 은메달 | 동메달 | 합계 |
| ---- | ---- | ------ | ------ | ------ | ---- |
| 1    | 미국 | 1      | 1      | 0      | 2    |
| 2    | 독일 | 0      | 0      | 1      | 1    |
| 합계 | 합계 | 1      | 1      | 1      | 3    |

### 메달리스트
| 종목       | 금                                                                                                  | 은                                                                                             | 동                                                                                              |
| ---------- | --------------------------------------------------------------------------------------------------- | ---------------------------------------------------------------------------------------------- | ----------------------------------------------------------------------------------------------- |
| 남자 5인승 | 미국 (USA) · USA II · 빌리 피스케 · 클리포드 그레이 · 제오프레이 메이슨 · 리차드 파르케 · 니온 토커 | 미국 (USA) · USA I · 토마스 도 · 데이비드 그레인저 · 제니슨 히튼 · 리먼 하인 · 제이 오브라이언 | 독일 (GER) · Germany II · 한스 헤스 · 세바스티안 후버 · 한스 킬리안 · 발렌틴 크렘플 · 한스 네글 |

## 참조
- (영어) IOC 데이터베이스
- (영어) 올림픽 공식 리포트보관됨 2010-12-17 - 웨이백 머신
- (폴란드어) Wudarski, Pawel (1999). “Wyniki Igrzysk Olimpijskich”. 2008년 10월 14일에 원본 문서에서 보존된 문서. 2008년 10월 20일에 확인함.
- (영어) “Bobsleigh at the 1928 Sankt Moritz Winter Games”. sports-reference.com. 2009년 1월 1일에 원본 문서에서 보존된 문서. 2010년 8월 10일에 확인함.

| 올림픽 봅슬레이 |                                               |                     |
| 이전            | 1928년 동계 올림픽 봅슬레이 장크트모리츠 1928 | 다음                |
| 샤모니 1924     | 1928년 동계 올림픽 봅슬레이 장크트모리츠 1928 | 레이크플래시드 1932 |
|                 |                                               |                     |
|                 |                                               |                     |